# Písečná - mokřad
Písečná - mokřad este o arie protejată (arie specială de conservare — SAC, sit de importanță comunitară — SCI) din Republica Cehă întinsă pe o suprafață de 7,54 ha, integral pe uscat.

## Localizare
Centrul sitului Písečná - mokřad este situat la coordonatele 50°16′34″N 17°15′08″E / 50.276111°N 17.252222°E.

## Înființare
Situl Písečná - mokřad a fost declarat sit de importanță comunitară în aprilie 2005 pentru a proteja 1 specie de animale. Situl a fost protejat și ca arie specială de conservare în iulie 2012.

## Biodiversitate
Situată în ecoregiunea continentală, aria protejată nu include niciun habitat protejat.
La baza desemnării sitului se află o specie protejată de  amfibieni: izvoraș-cu-burta-galbenă (Bombina variegata).